# Atractus turikensis
Atractus turikensis là một loài rắn trong họ Colubridae. Loài này được Barros mô tả khoa học đầu tiên năm 2000.